# Mesochorus alaskensis
Mesochorus alaskensis là một loài tò vò trong họ Ichneumonidae.